# Боярщина (Черниговская область)
Боярщина (укр. Боярщина, до 2016 г. — Пролетарское) — село, Парафиевская поселковая община, Прилукский район, Черниговская область, Украина.
Код КОАТУУ — 7421789203. Население по переписи 2001 года составляло 66 человек .

## Географическое положение
Село Боярщина находится на расстоянии в 1,5 км от села Южное и в 2,5 км от села Лысогоры. По селу протекает пересыхающий ручей с запрудой.
Расстояние до районного центра: Прилуки (40 км). Расстояние до областного центра: Чернигов (121 км), до столицы: Киев (166 км).

## История
- 1700 год — дата основания.
- в 1859 году на хуторе владельческом Боярщина 3 стана Ичнянской волости, Борзнянского уезда Черниговской губернии было 2 двора и 7 жителей[3].
- Село Пролетарское[4] образовано из хуторов Боярщина и Западня[5][6][3](хутор Боярщина из-за малого размера на картах не найден).